# Роза Карачоло
Роза Карачоло (на английски: Rosa Caracciolo) е артистичен псевдоним на унгарската порнографска актриса и модел Рожа Таши (на унгарски: Tassi Rózsa), родена на 29 юни 1972 г. в град Будапеща, Унгария. През 1990 година е Мис Унгария. Дебютира в порнографската индустрия през 1993 година, когато е на 21 години. В град Кан се запознава и работи с италианския порнографски актьор Роко Сифреди, за когото се омъжва през 1993 година, от него има двама сина Лоренцо (1996) и Леонардо (1999).

## Филмография
- Guardaspalle (1993)
- Deep Cheeks IV (1993)
- Tarzan (1993)
- Anal Delinquent (1993)
- Marquis de Sade (1994)
- Top Model (1995)
- Tarzhard: Il ritorno (1995)
- Hamlet: For the Love of Ophelia (1995)
- Avventure erotiche nella giungla (1995)
- The Bodyguard (1995)
- Rocco the Last Fight (1996)
- Rock and Roll. Rocco Part I (1996)
- Rocco the Italian Stallion (1996)
- Lo stallone italiano 2 (1996)
- Rocco e le storie tese (1997)
- Rock and Roll. Rocco Part II (1997)
- Tarzhard (1998)